# Irakli Sirbiladze
Irakli Sirbiladze (gruz. ირაკლი სირბილაძე, ur. 23 marca 1982 w Tbilisi) – gruziński piłkarz występujący na pozycji napastnika. Zawodnik klubu KPV.

## Kariera klubowa
Sirbiladze karierę rozpoczynał w zespole Lokomotiwi Tbilisi. W sezonie 2001/2002 wywalczył z nim wicemistrzostwo Gruzji oraz Puchar Gruzji, po czym odszedł do rosyjskiej Bałtiki Kaliningrad, grającej w trzeciej lidze. Po sezonie 2002 wrócił do Gruzji, gdzie został graczem Dinama Batumi. Występował tam do końca sezonu 2003/2004.
Następnie Sirbiladze wrócił do Lokomotiwi Tbilisi. W sezonie 2004/2005 zdobył z nim Puchar Gruzji. Na początku 2006 roku odszedł do drużyny Sioni Bolnisi, z którą w sezonie 2005/2006 wywalczył mistrzostwo Gruzji. Po tym sukcesie odszedł do Olimpi Rustawi. W trakcie sezonu 2006/2007 przeniósł się jednak do Dinama Batumi. Z kolei po jego zakończeniu został graczem klubu Gällivare/Malmbergets FF z piątej ligi szwedzkiej. Po sezonie 2007 wrócił do Gruzji, gdzie grał w Norczi Dinamoeli, Spartaku Cchinwali oraz Olimpi Rustawi.
W 2009 roku Sirbiladze przeszedł do fińskiego czwartoligowca, AC Kajaani. W 2010 roku został zawodnikiem drugoligowego KPV. W sezonie 2010 z 16 bramkami został królem strzelców drugiej ligi. W kolejnym sezonie przebywał na wypożyczeniu w pierwszoligowym FF Jaro. W 2012 roku podpisał kontrakt z Interem Turku. W sezonie 2012 wywalczył z nim wicemistrzostwo Finlandii, a 17 golami został też królem strzelców ligi.
Sezon 2015 Sirbiladze spędził jako gracz pierwszoligowego zespołu KuPS, a w 2016 roku odszedł do drugoligowego KPV.

## Kariera reprezentacyjna
W reprezentacji Gruzji Sirbiladze zadebiutował 15 sierpnia 2012 w wygranym 2:1 towarzyskim meczu z Luksemburgiem.